# Medieteknik
Medieteknik är teknik avsedd för kommunikation via olika medier, oftast mellan människor. Medieteknik innefattar teknik, processer och system för utformning och produktion av bland annat massmediala produkter (t.ex. dagstidningar, nyhetssändningar, sociala medier, filmproduktioner), men också kommunikationsmedel som telefoner, videochattar och e-post.
Medieteknik som akademiskt ämnesområde omfattar teorier, tekniker, system och metoder som krävs för att producera, publicera, distribuera, och konsumera olika typer av medier. Forskning inom medieteknik handlar om att skapa, förstå, tolka och beskriva människors upplevelser där medieteknik ingår. Ämnet är tvärvetenskapligt och har influenser från andra områden, t.ex. människa-datorinteraktion, datalogi, informatik, pedagogik, medie- och kommunikationsvetenskap, samt konstnärliga ämnen.

## Områdets bakgrund
Ämnesområdet härstammar ur praktiker relaterade till tryckta medier som tryckteknik och grafisk produktion, samt i viss mån även produktion och distribution av etermedier.
I och med digitaliseringen inom området har fokus flyttats allt mer mot produktion av digitala medier, som idag inkluderar allt från publikationer på webben till utpräglat interaktiva medier som till exempel datorspel och mobila applikationer. Denna utveckling har lett till en konvergens med andra utbildnings- och vetenskapsområden, framför allt inom informatik och datavetenskapliga fält där utvecklingen har gått mot ett ökat fokus på kunskap om design och medieproduktion. Inom dessa överlappande områden med fokus på interaktiva medier har ett utpräglat användarperspektiv också lett till ett starkt inkorporerande av teorier från humaniora och samhällsvetenskap (t.ex. områden som kognitionspsykologi, socialantropologi och genusvetenskap).
Vidare har en ökad integration av tekniker och praktiker för produktion, design och gestaltning lett till en sammansmältning av yrkesroller relaterade till medieproduktion och grafisk design. Medieteknikområdet har därmed kommit att omfatta designorienterade och gestaltande domäner.
Området har därmed en utpräglat tvärvetenskaplig karaktär, där kärnan fortfarande ligger i tekniker och teknologier för medieproduktion, men grundat i teorier om kommunikation och interaktion med och via teknik. Medieteknik kan placeras i skärningspunkten mellan en ingenjörsvetenskaplig tradition med fokus på teknik och problemlösning, en designvetenskaplig tradition där fokus ligger på öppet utforskande och gestaltande processer, samt mer samhällsvetenskapligt inriktade perspektiv på hur digitala mediers utformning får konsekvenser för människors dagliga liv.

## Utbildning och forskning
I Sverige finns medieteknik som ämne på ett flertal lärosäten (t.ex. Blekinge Tekniska Högskola, KTH, Linnéuniversitetet, Luleå tekniska universitet, Malmö universitet, Södertörns högskola och Linköpings Universitet).